# Iñaki Urdangarín
Iñaki Urdangarín Liebaert (n. 15 ianuarie 1968, Zumarraga⁠(d), Comunitatea Autonomă a Țării Basce, Spania) este un om de afaceri și fost handbalist spaniol, soțul infantei Cristina a Spaniei, fiica cea mică a regelui Juan Carlos I și a reginei Sofía și sora actualului rege, Felipe al VI-lea.

## Biografie
Iñaki Urdangarín este fiul lui Juan María Urdangarín Berriochoa (1932-2012), industriaș basc, și al soției acestuia, Claire Liebaert Courtain (n. 1945), aristocrată de origine belgiană. S-a născut în Țara Bascilor, însă a crescut la Barcelona.
La vârsta de 18 ani a devenit jucător profesionst de handbal la FC Barcelona, unde a rămas până la retragerea sa, în 2000. A făcut parte și din echipa națională de handbal a Spaniei, cu care a obținut medalii de bronz la Jocurile Olimpice din 1996 și 2000. Este membru al Comitetului Olimpic Spaniol din 4 aprilie 2001 și a fost ales prim-vicepreședinte la 16 februarie 2004, funcție pe care a deținut-o până în 2005.
Între timp a studiat la Escuela Superior de Administración y Dirección de Empresas din Barcelona de unde a obținut o licență și un master în administrarea afacerilor.

## Căsătorie și copii
La Jocurile de la Atlanta din 1996 a întâlnit-o pe infanta Cristina, cu care s-a căsătorit la Barcelona la 4 octombrie 1997. Împreună au patru copii, toți născuți la Barcelona:
- Juan Valentín Urdangarín y de Borbón (n. 29 septembrie 1999)
- Pablo Nicolás Urdangarín y de Borbón (n. 6 decembrie 2000)
- Miguel Urdangarín y de Borbón (n. 30 aprilie 2002)
- Irene Urdangarín y de Borbón (n. 5 iunie 2005).

Până în 2009 au locuit la Barcelona, unde Urdangarín a fost director de planificare și dezvoltare pentru Motorpress Ibérica și partener fondator la Instituto Nóos. În 2009 s-au mutat la Washington, unde el a lucrat pentru Telefónica.
Infanta Cristina a deținut, până în iunie 2015, titlul de Ducesă de Palma de Mallorca. Din acest motiv, soțul ei era de obicei numit în presă „Duce de Palma”, deși în realitate el nu deținea acest titlu.
În 2001, Urdangarín a primit Marea Cruce a Ordinului Regal spaniol pentru Meritul Sportiv (Real Orden del Merito Deportivo).

## Scandal de corupție
În noiembrie 2011, Urdangarín a fost acuzat că a deturnat fonduri publice în interes propriu prin fundația sa Instituto Nóos, inițial o asociație non-profit, apoi un institut de cercetare care organiza evenimente și realiza studii de piață. Evenimentele în cauză s-au întâmplat în perioada 2004-2006. Presa spaniolă a anunțat că Urdangarín este acuzat că ar fi redirecționat o parte din suma de 6 milioane de euro, primită de fundația sa non-profit din partea guvernelor regionale, pentru a organiza evenimente sportive. O parte din bani ar fi ajuns în conturile altor companii pe care el le conduce.
Un purtător de cuvânt al Casei Regale a declarat că s-a convenit ca Urdangarín sǎ nu ia parte la evenimentele Casei Regale pe durata anchetei.
În decembrie 2011, Biroul Anticorupție a confirmat faptul că Urdangarín a trimis sume importante din bani publici către paradisuri fiscale din Belize și Marea Britanie.
La 6 februarie 2012, Urdangarín a fost chemat în instanță pentru acuzațiile de corupție. El este cercetat alături de alte 14 persoane, inclusiv Jaume Matas, fostul premier al Insulelor Baleare. În septembrie 2012 familia a revenit la Barcelona.
La 26 ianuarie 2013, Casa Regală spaniolă a eliminat secțiunea despre Iñaki Urdangarín de pe site-ul său oficial.
În ianuarie 2014, instanța a decis să o pună sub acuzare și pe Infanta Cristina în cadrul procesului Nóos, ea fiind coproprietară la unele dintre societățile înființate de soțul său. În iunie 2015, regele Felipe al VI-lea i-a retras acesteia titlul de Ducesă de Palma de Mallorca.